# Parafia św. Andrzeja Apostoła w Czarnymlesie
Parafia Świętego Andrzeja Apostoła w Czarnymlesie – parafia rzymskokatolicka, znajdująca się w diecezji pelplińskiej, w dekanacie Skórcz.
Siedzibą parafii jest neobarokowy kościół ze stylową wieżą nadbudowany w 1922 na fundamentach starszego z XIV w., z którego pozostała gotycka ściana wschodnia.